# Camp Hill (Alabama)
Camp Hill es un pueblo ubicado en el condado de Tallapoosa en el estado estadounidense de Alabama. En el censo de 2000, su población era de 1273.

## Demografía
En el 2000 la renta per cápita promedia del hogar era de $20,655, y el ingreso promedio para una familia era de $26,719. El ingreso per cápita para la localidad era de $11,794. Los hombres tenían un ingreso per cápita de $22,833 contra $20,038 para las mujeres.

## Geografía
Camp Hill se encuentra ubicado en las coordenadas 32°47′57″N 85°39′10″O / 32.79917, -85.65278 (32.799285, -85.652902).
Según la Oficina del Censo de los EE. UU., la ciudad tiene un área total de 9.08 millas cuadradas (23.52 km²).